# Dispersión inelástica profunda

Dispersión inelástica profunda de un leptón en un hadrón.

Dispersión inelástica profunda es el nombre dado a un proceso utilizado para analizar el interior de los hadrones (en particular los bariones, como los protones y los neutrones), utilizando electrones, neutrinos y muones. Esto proporcionó la primera evidencia convincente de los quarks, que hasta ese momento habían sido considerados como un fenómeno puramente matemático. Es un proceso relativamente nuevo, que se intentó por primera vez entre los años 1960 y 1970. Es conceptualmente similar al Experimento de Rutherford, pero con algunas diferencias importantes. La razón por la que este tipo de dispersión se describe como "profundo" e "inelástica" es que a altas energías, la longitud de onda asociada al electrón es pequeña con respecto al tamaño del protón. Y es inelástica porque el choque es capaz de alterar al protón produciéndose nuevas partículas.

## Quarks
El modelo estándar de la física, sobre todo teniendo en cuenta la labor de Murray Gell-Mann en la década de 1960, había tenido éxito en unir a la mayor parte de los conceptos anteriormente dispares en la física de partículas en un sistema relativamente sencillo. En esencia, hay tres tipos de partículas:
- Leptones, que son partículas ligeras tales como electrones, neutrinos y sus antipartículas. Poseen carga entera o ninguna carga.
- Bosones, que son las partículas que participan en las interacciones. Estas iban desde las sin masa, fáciles de detectar, como los fotones (portador de la fuerza electromagnética) a las exóticas (aunque también sin masa) como los gluones que llevan la interacción nuclear fuerte.
- Quarks, que son partículas masivas de cargas fraccionarias. Son los "bloques de construcción" de la hadrones. También son las únicas partículas que se verán afectados por la fuerte interacción.

Los leptones se habían detectado en 1897, cuando J. J. Thomson demostró que la corriente eléctrica era un flujo de electrones. Algunos bosones se detectan habitualmente, aunque los famosos W+, W- Z0, las partículas que participan en la fuerza electrodébil, se vieron sólo en el decenio de 1980. Los quarks, sin embargo, siguen siendo difíciles de alcanzar.

## Los experimentos
Las ideas para la detección de los quarks se formularon basándose en los experimentos de Rutherford en los primeros años del siglo XX. Rutherford había demostrado que en los átomos había un pequeño núcleo cargado en su centro usando partículas alfa disparadas contra una lámina de oro. La mayoría pasó con poca o ninguna desviación, pero algunas partículas fueron desviadas a grandes ángulos e incluso vinieron de regreso. Esto sugirió que los átomos tienen una estructura interna, y una gran cantidad de espacio vacío.
Con el fin de explorar los bariones (donde los quarks se pueden encontrar en teoría) era necesario encontrar una partícula pequeña, penetrante (es decir, que sea fácilmente acelerada, y por ello, con carga eléctrica) y que fuera producida fácilmente para usarla como proyectil. Los electrones se consideraron ideales para el papel, y en una serie de notables avances tecnológicos y de ingeniería, los electrones se dispararon como balas diminutas contra los protones y los neutrones en los núcleos. Además, la atracción electrostática del núcleo de carga positiva y electrones con carga negativa contribuía al aumento de la velocidad. Más tarde se realizaron experimentos con mesones, donde los mismos principios se aplican.
La colisión absorbe energía cinética, y como tal, es inelástica (frente a la de Rutherford que era elástica, sin pérdida de energía cinética, teniendo en cuenta los retrocesos de los núcleos). El electrón se desprende del núcleo, y su trayectoria y velocidad se puede detectar.
El análisis de los resultados condujo a las siguientes conclusiones:
- Los hadrones tienen estructura interna
- Para los bariones hay tres puntos de desvío (es decir, los bariones constan de tres quarks)
- Para los mesones hay dos puntos de desvío (es decir, mesones consisten en un quark y un anti-quark; la razón por la que no constan de dos quarks tiene que ver con su color)
- Los quarks parecen ser cargas puntuales, como los electrones, con la carga fraccional sugerida por el Modelo estándar.

Los experimentos eran importantes, ya que, no sólo confirman la realidad física de los quarks, sino que también demostró una vez más que el modelo estándar es la línea correcta de investigación a seguir por los físicos de partículas.